# Jevgenij Berzin
Jevgenij Valentinovitj Berzin, ryska: Евгений Валентинович Берзин, född 3 juni 1970 i Viborg, är en tidigare professionell tävlingscyklist från Ryssland. Hans bästa år var 1994 då han vann både Giro d'Italia och Liège-Bastogne-Liège och spåddes då en lysande framtid. Men han kunde inte leva upp till de förväntningarna.
1995 blev Berzin tvåa i Giro d'Italia och vann den första tempoetappen i Tour de France och fick därmed bära den gula ledartröjan en dag innan Bjarne Riis tog över den. Efter tempoetappen i Tour de France tog han inga mer segrar. 2000 slutade han med cyklingen.

## Meriter
Giro d'Italia
 Totalseger – 1994
5 etapper
Tour de France, 1 etapp
Liège-Bastogne-Liège – 1994

## Stall
- Mecair-Ballan 1993
- Gewiss 1994–1996
- Batik-Del Monte 1997
- La Française des Jeux 1998
- Amica Chips-Costa de Almeria 1999
- Mobilvetta Design 2000–2001